# Dendrobium ayubii
Dendrobium ayubii là một loài thực vật có hoa trong họ Lan. Loài này được J.B.Comber & J.J.Wood mô tả khoa học đầu tiên năm 1999.